# Matías Bandera
Matías Bandera, vollständiger Name Matías Damián Bandera Marino, (* 24. September 1997 in Montevideo) ist ein uruguayischer Fußballspieler.

## Karriere
Der 1,88 Meter große Torhüter Bandera steht seit der Clausura 2015 im Kader der Profimannschaft des Club Sportivo Cerrito. Dort feierte er am 23. Mai 2015 sein Debüt in der Segunda División, als ihn Trainer Néstor Saavedra bei der 0:2-Auswärtsniederlage gegen den Cerro Largo FC in die Startelf beorderte. In jener Halbserie bestritt er lediglich ein Spiel in der Liga. In der Saison 2016 wurde er sechsmal in der zweithöchsten uruguayischen Spielklasse eingesetzt. 2019 war er für den Canadian Soccer Club aktiv, seit 2022 spielt er in Paraguay für Deportivo Recoleta.